# Estação Argentine
Argentine é uma estação da linha 1 do Metrô de Paris, localizada no limite do quartier de Chaillot do 16.º arrondissement e do quartier des Ternes do 17.º arrondissement de Paris.

## Localização
A estação está localizada sob a avenue de la Grande-Armée, aproximadamente a meio caminho ao longo da seção de linha entre Porte Maillot e Charles de Gaulle - Étoile.

## História
A estação foi aberta em 1 de setembro de 1900, mais de um mês após o lançamento do primeiro trecho da linha 1 entre Porte de Vincennes e Porte Maillot. Até então, os trens a atravessavam sem parar.
Deve o seu nome inicial de Obligado à rua epônima, levando nas proximidades do sudeste, a que celebra uma vitória franco-britânica sobre a Argentina que remonta a 1845.
Ela foi renomeada Argentine em 25 de maio de 1948, na esteira da mudança de nome da "rue d'Obligado" para "rue d'Argentine" depois de uma visita em 1947 de Eva Perón, companheira de Juan Perón, presidente da Nação Argentina da época. A França deseja portanto agradecer à Argentina pela generosa ajuda alimentar fornecida durante os primeiros dias da reconstrução do pós-guerra.
Uma placa comemorativa foi inaugurada em 24 de março de 2006, portando a mensagem em espanhol Nunca más (significando literalmente em português: "Nunca mais", em francês: "Plus jamais"), "em homenagem aos cidadãos argentinos e franceses sequestrados, detidos e desaparecidos na Argentina sob a ditadura militar (1976-1983)" e "a todas as vítimas da repressão".
Da década de 1950 a 2008, os pés-direitos foram parcialmente cobertos com uma cambagem metálica com montantes horizontais azuis e quadros publicitários dourados iluminados. Antes de ser removido para a renovação das plataformas como parte da automatização da linha 1, foi completado com assentos de estilo "Motte" de cor azul. As plataformas foram levantadas no final de semana de 20 e 21 de setembro de 2008, depois equipadas com portas de plataforma em fevereiro de 2010.
Em 2012, 2 875 059 passageiros entraram nesta estação. Ela viu entrar 2 932 686 passageiros em 2013, o que a coloca na 183ª posição das estações de metrô por sua frequência.

## Serviços aos passageiros

### Acessos
A estação tem dois acessos:
- 36, avenue de la Grande-Armée;
- 37, avenue de la Grande-Armée.

### Plataformas
Argentine é uma estação de configuração padrão: ela tem duas plataformas laterais separadas pelas vias do metrô e a abóbada é elíptica. Uma cripta de 15 metros de comprimento, cujo teto repousa sobre pilares muito próximos, no entanto, se estende até sua extremidade oriental desde a passagem da linha de trens de seis carros na década de 1960.
Desde 2008, como parte da automatização da linha 1, as plataformas são decoradas com um tema dedicado à Argentina, composto principalmente de oito grandes painéis retroiluminados de cores diferentes representando  cada um uma paisagem deste país, o qual é incorporado o nome da estação inscrito na fonte Parisine. A inauguração dessas instalações ocorreu em 15 de junho de 2011 na presença de Pierre Mongin, Presidente-Diretor Geral da RATP, de Aldo Ferrer, Embaixador da Argentina e de Enrique Meyer, Ministro argentino do Turismo. Os assentos da estação, de estilo "Akiko", são da cor emblemática deste país: o azul.
O resto da decoração é clássico: as faixas de iluminação são brancas e arredondadas no estilo "Gaudin" da renovação do metrô da década de 2000, e as telhas de cerâmica brancas biseladas recobrem os pés-direitos, os tímpanos e as saídas dos corredores. A abóbada é pintada de branco, enquanto que as colunas da cripta são recobertas com pequenas telhas de tinta escura. Os quadros publicitários são em cerâmicas brancas e as plataformas são equipadas com portas de plataforma.

### Intermodalidade
A estação é servida pela linha de ônibus 73 da rede de ônibus RATP e, à noite, pelas linhas N11 e N24 da rede de ônibus Noctilien.

Galeria de fotografias
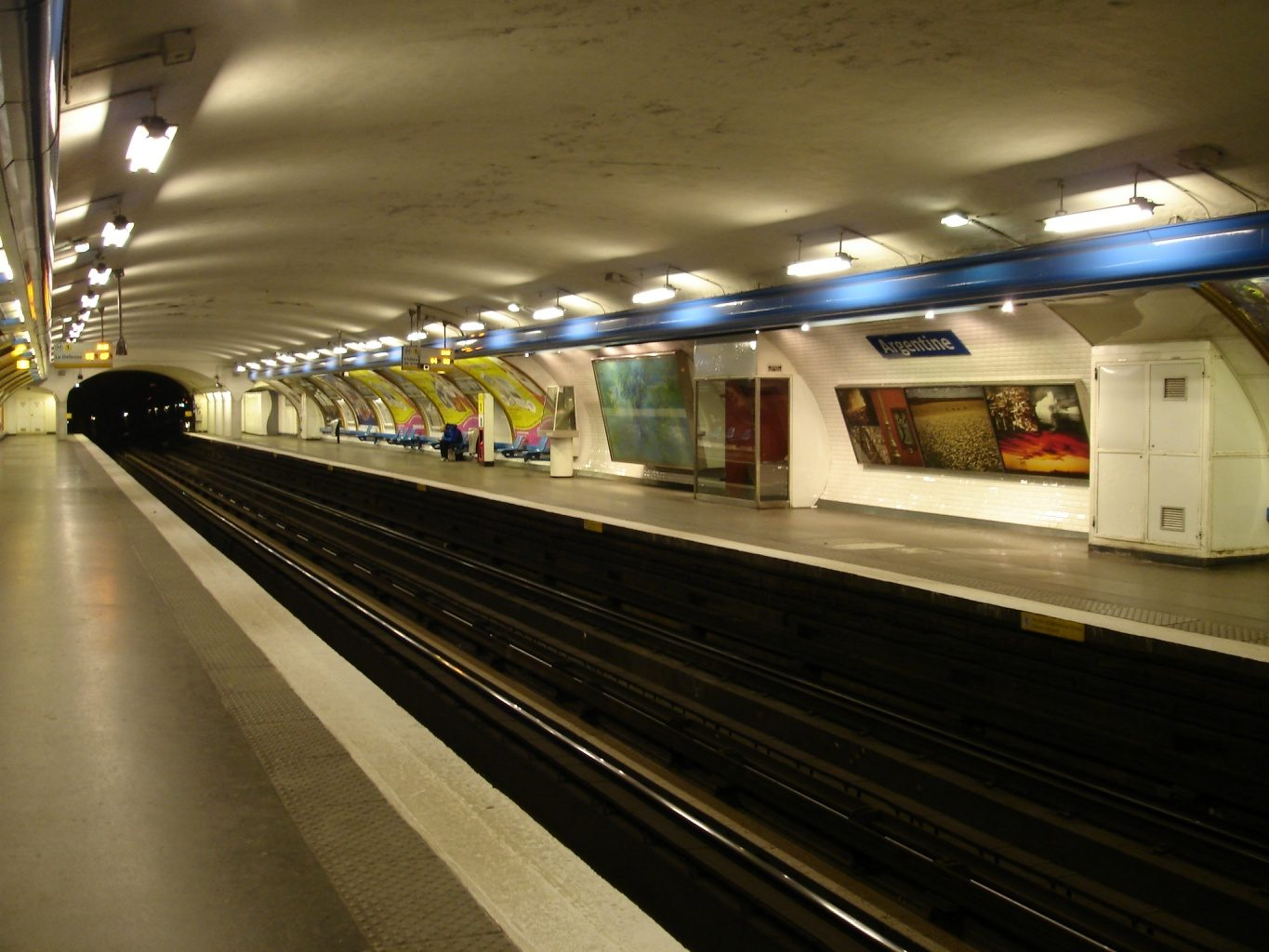
A estação ao nível das vias antes das obras de renovação de 2008.
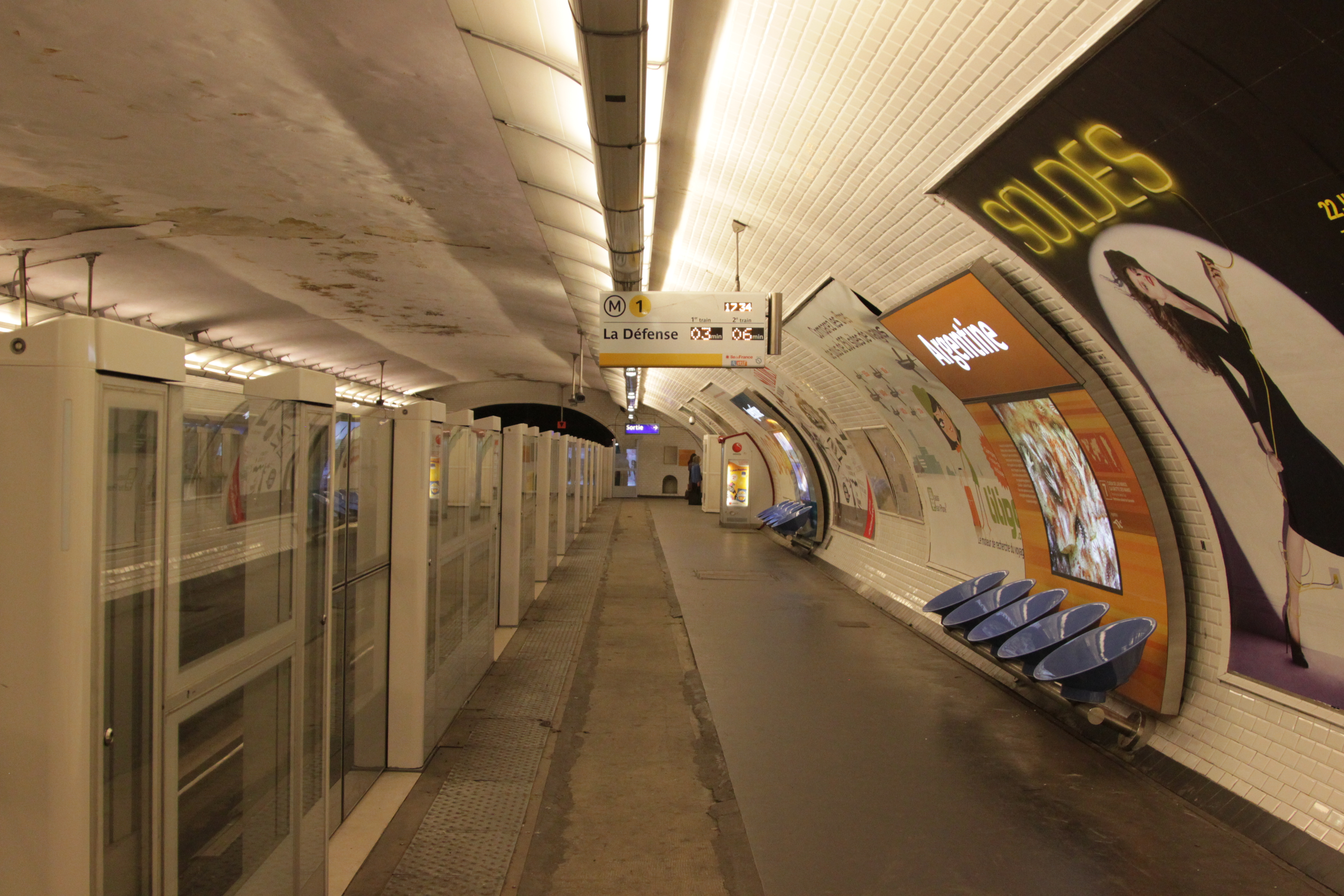
A estação após renovação em julho de 2011.